# Edmund Kemper
Edmund Emil Kemper III (n. Burbank, Califòrnia, 18 de desembre de 1948), més conegut com a Edmund Kemper o Ed Kemper, és un assassí en sèrie nord-americà, també conegut com a "L'assassí de les col·legiales", que va estar actiu entre 1972 i 1973.
El 27 d'agost de 1964, quan Kemper tenia 15 anys, l'àvia de Kemper, Maude Matilda Hughey Kemper (n. 1897), estava asseguda a la taula de la cuina quan ella i Kemper van tenir una discussió. Enfurismat per la discussió, Kemper va sortir corrent i va agafar un rifle que el seu avi li havia donat per caçar. Després va tornar a la cuina i li va disparar fatalment a la seva àvia al cap abans de disparar-li dues vegades més a l'esquena. Alguns relats esmenten que ella també va patir múltiples punyalades post mortem amb un ganivet de cuina. Quan l'avi de Kemper, Edmund Emil Kemper (n. 1892), va arribar a casa de la compra de queviures, Kemper va sortir i li va disparar fatalment en el camí d'entrada. No estava segur de què fer a continuació va trucar la seva mare, que el va instar a contactar amb la policia local. Kemper després va trucar la policia i va esperar que el detinguessin.
Quan les autoritats li van preguntar, Kemper va dir que "només volia veure com se sentia en matar la seva àvia", i que va matar el seu avi perquè no hagués de descobrir que la seva dona estava morta. El psiquiatre Donald Lunde, qui va entrevistar a Kemper extensament durant l'edat adulta, va escriure que, amb aquests assassinats, "en el seu camí, havia venjat el rebuig tant del seu pare com de la mare".
El 20 d'abril de 1973, després de tornar a casa d'una festa, Clarnell Elizabeth Strandberg, de 52 anys, va despertar al seu fill amb la seva arribada. Mentre estava asseguda al seu llit llegint un llibre, va notar que Kemper entrava a la seva habitació i li va dir: "Suposo que voldràs seure tota la nit i parlar ara". Kemper va respondre "No, bona nit!" Després va esperar que la seva mare s'adormís i va procedir a colpejar-la amb un martell i després li va tallar la gola amb un ganivet. Posteriorment la va decapitar i va mantenir sexe oral amb el seu cap tallat abans d'usar-la com un tauler de dards; Kemper va declarar que ell "va posar [el seu cap] en un prestatge i va cridar davant seu durant una hora ... li va llançar dards", i en última instància, "va estavellar el cap" .També li va tallar la llengua i la laringe i les va posar al triturador d'escombraries. No obstant això, l'eliminació d'escombraries no va poder trencar les cordes vocals resistents i va expulsar el teixit a la pica. "Això semblava apropiat", va dir Kemper més tard, "tant com ella s'havia queixat, cridat i cridat durant tants anys".

## Pel·lícules i sèries què apareix Kemper
- The Head Hunter[2] 2016): l'actor britànic Tom Durant Pritchard interpreta Edmund Kemper, en la pel·lícula de producció nord-americana, dirigida per Tom Keeling, que s'ambienta a Califòrnia, l'any 1972. es tracta del primer lliurament de la trilogia "Serial Thriller ", que també repassa les històries de Ted Bundy i Stephen Peter Morin.[3]
- Mindhunter (2017): La sèrie de Netflix, creada per Joe Penhall i amb producció executiva de David Fincher, presenta en els episodis 2, 3 i 10 de la primera temporada a Edmund Kemper, interpretat per Cameron Britton, en entrevistes amb el fictici agent del FBI Holden Ford (Jonathan Groff).[4][5]